# 坂本桂一
坂本 桂一（さかもと けいいち、1957年 - ）は、実業家、戦略コンサルタント。
京都府出身。
現在、株式会社フロイデ会長兼シニアパートナー、山形大学客員教授。元サムシンググッド代表取締役社長。その他、会社役員多数歴任

## 略歴
1982年6月 サムシンググッド（のちのアイフォー）設立、社長就任。1983年 東京大学教育学部中退。
1987年4月 ソフトウイング設立、取締役就任。1988年1月 アルファ・システム設立、会長就任。
1990年3月 ソフトウイング取締役退任。1992年2月 アルダス日本法人（のちのアドビシステムズ日本法人）設立、会長就任。
1994年6月 アルダス日本法人会長退任。1998年4月 ウェブマネー設立、会長就任。1999年3月 アルファ・システム会長退任。
2003年7月 ウェブマネー会長退任、アイフォー社長退任。プレイステーション、Windows 3.0J、ソニー SMC-70、シャープ X68000等の開発に深くかかわる。

## 著書
- 頭のいい人が儲からない理由（講談社）2007年3月27日 ISBN 978-4062820455
- 新規事業がうまくいかない理由（東洋経済新報社）2008年8月29日 ISBN 978-4492556177
- 坂本桂一の成功力（PHP研究所）2009年3月18日 ISBN 978-4569705248
- 新規事業・成功の〈教科書〉（東洋経済新報社）2010年4月9日 ISBN 978-4492556672
- 年商5億円の「壁」のやぶり方（クロスメディア・パブリッシング）2010年7月27日 ISBN 978-4844371014
- ブレークスルーの瞬間　何があの企業を飛躍させたのか（近代セールス社）2011年8月1日 ISBN 978-4765011112
- 学者になるか、起業家になるか（PHP研究所）2011年11月16日 ISBN 978-4569779621